# Горы Вернадского
Го́ры Верна́дского — система подлёдных гор в Восточной Антарктиде, на востоке Земли Королевы Мод. Являются продолжением подлёдных гор Гамбурцева. Согласно «Атласу Антарктики» (1966), координаты центральной точки гор Вернадского: 79°00′ ю. ш. 50°00′ в. д.
Горы Вернадского протягиваются в направлении север-северо-запад от Полюса недоступности до полуострова Кука. Здесь горы выходят на поверхность из-под ледникового покрова и далее продолжаются в океане в виде подводного хребта Гуннерус. Протяжённость системы примерно 400 км (по другим данным свыше 2500 км). Толщина ледникового покрова, покрывающего горы, достигает 1000 м. В юго-юго-восточной части вершины поднимаются на высоту более 2000 м над уровнем моря, при этом относительная высота над прилегающими подлёдными равнинами составляет 1000—1500 м.
Горы были открыты в 1964 году в ходе 9-й советской антарктической экспедиции. В том же или в следующем году названы в честь выдающегося советского учёного Владимира Вернадского.